# Darryl Hanah
Darryl Hannah (Sacramento, California; 14 de julio de 1972) es una actriz pornográfica que comenzó con su carrera en películas para adultos en 2005, a la edad de 33 años; su actuación incluye más de 380 películas.
Desde julio de 2008 se ha desempeñado como coanfitriona del espectáculo Dirty Divas de RudeTV.
Su nombre es parecido, aunque no debe confundirse con la actriz Daryl Hannah.

## Premios
- Nominada al XRCO Award 2008 – MILF Of The Year (MILF del año)[4]
- Nominada al AVN Award 2009 – MILF/Cougar Performer of the Year[5]